# 915
Cette page concerne l'année 915  du calendrier julien.
L'année 915 est une année commune qui commence un dimanche.

## Événements
- 28 mai : Al-Qaim, fils du Fatimide Ubayd Allah al-Mahdi, rentre à Raqqada après son échec contre l’Égypte[1].
- Printemps : le pape Jean X organise une ligue italienne contre les Sarrasins, présidée par Bérenger de Frioul. Le stratège byzantin de Longobardie Nicola Picingli envoie ses galères sur Naples et force la ville et ses voisines à rompre leur alliance avec les Arabes[2].
- Juin[2] : les barbaresques musulmans, qui se sont installés en masse le long du Garigliano, sont assiégés pendant trois mois,  une flotte byzantine remontant le fleuve pour empêcher leurs navires de s'échapper[3].
- Août : bataille du Garigliano. Victoire importante du pape Jean X et du sénateur Théophylacte sur les Sarrasins. Les survivants parmi les Sarrasins doivent abandonner leur base[4].
- 16 septembre[5] : Guy devient marquis de Toscane à la mort de son père Adalbert, sous la régence de sa mère Berthe.
- 25 décembre[6] : sacre à Rome de Bérenger Ier de Frioul, empereur d'Occident (fin en 924).

- En Inde, Parantaka Ier Chola envahit le pays Pandya après la bataille de Vellur, au sud-ouest de Madurai. Le roi Rajasimha s’enfuit à Ceylan, puis au Kerala[7].
- Vratislav Přemysl règne sur la Bohême (fin en 921)[8]. Il aurait fondé Wrocław, en Pologne[9].
- Arrivée dans la steppe d’Ukraine des Petchenègues, peuple turc qui s’allie à Byzance[10].
- Raid hongrois en Alsace, Lorraine et Bourgogne[11].
- Pendant que l'émir de Tarse attaque la frontière, les Byzantins lancent une expédition en Mésopotamie et s’emparent de Marach[3].